# عکاسی خیابانی

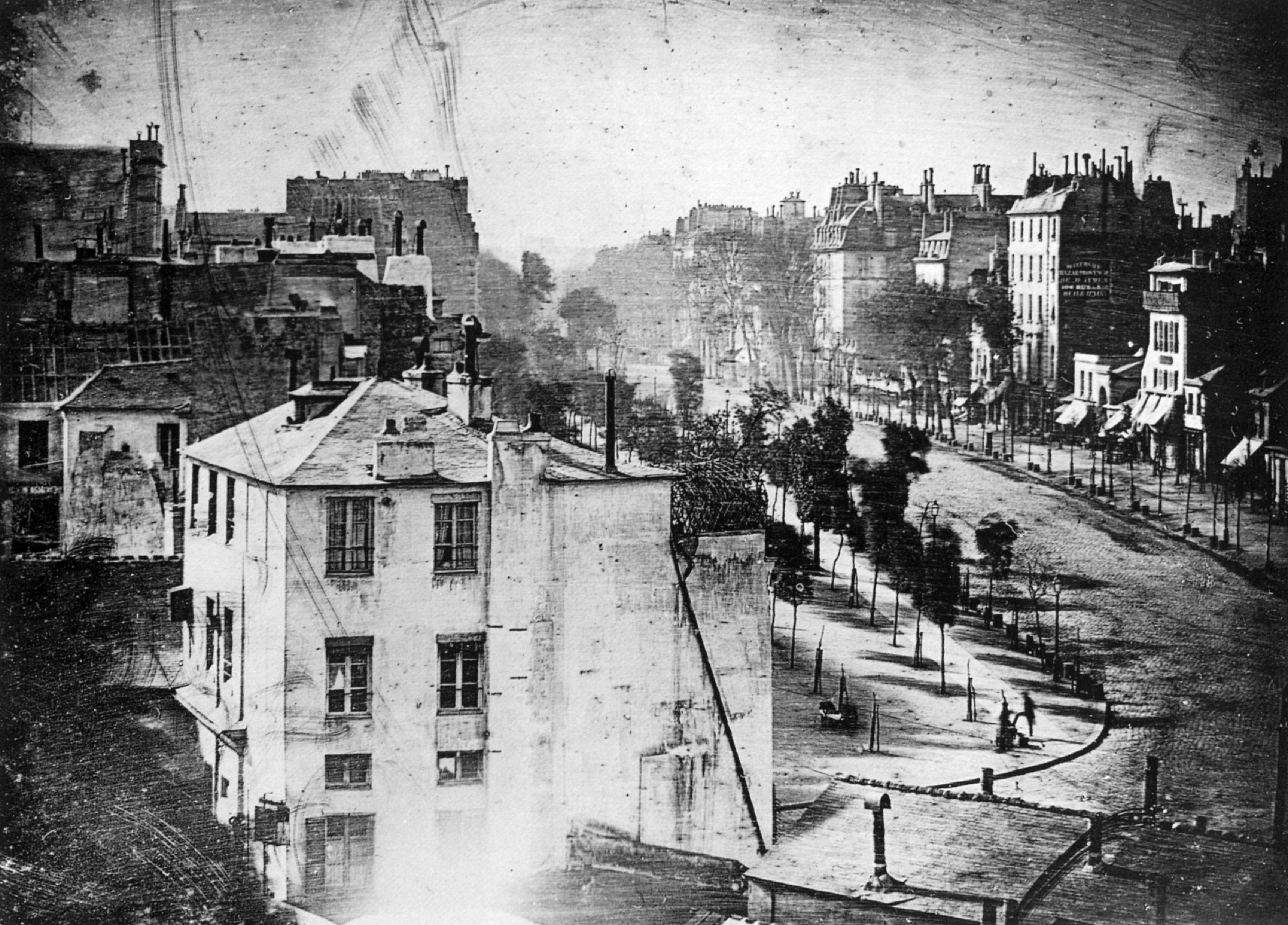
لوئی داگر: "بلوار دو معبد" (۱۸۳۸ یا ۱۸۳۹)

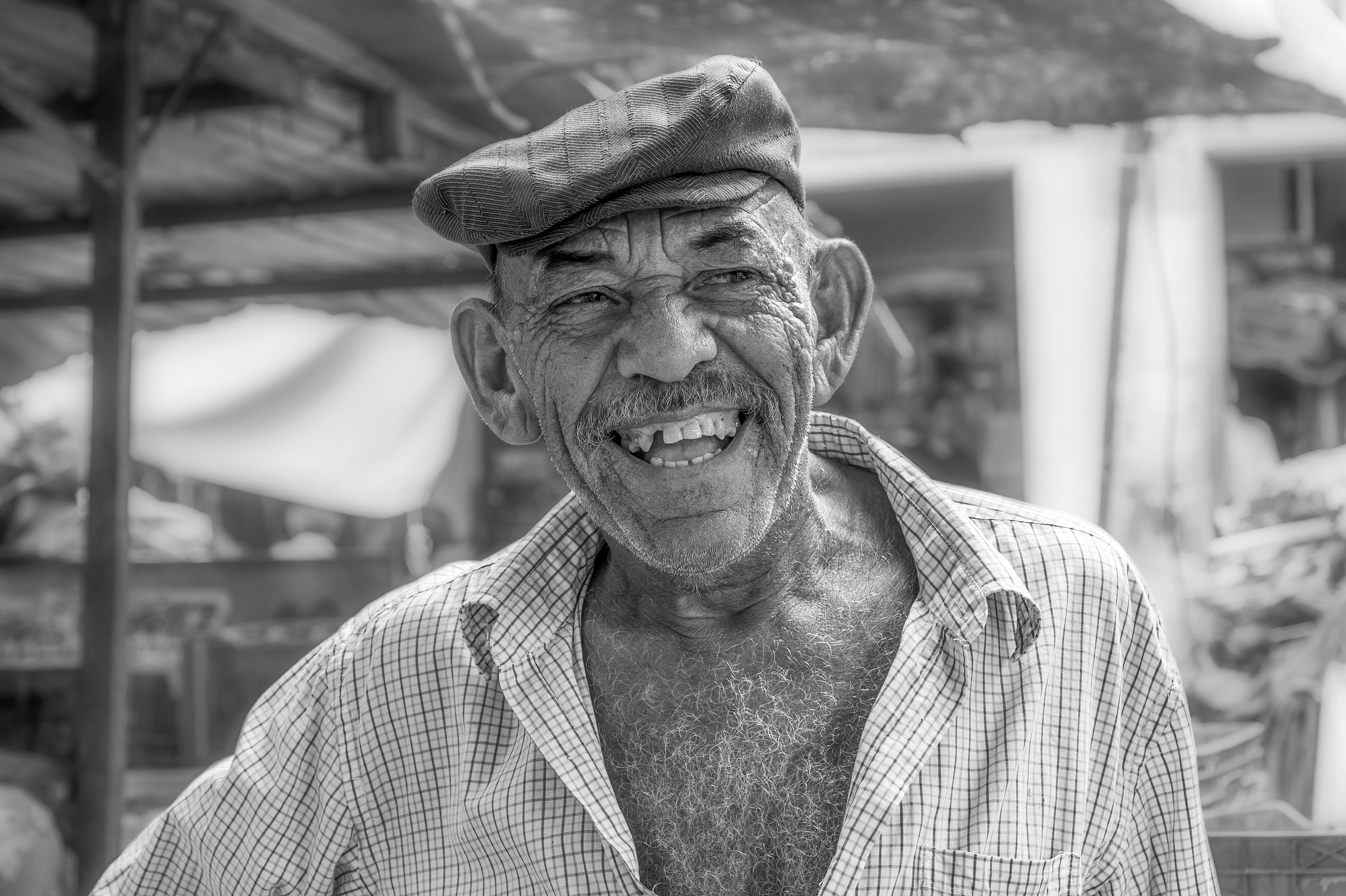
لبخند ماهی‌گیر، پرتره‌ای خیابانی از یک مرد ماهی‌گیر در ماراکایبو، ونزوئلا.

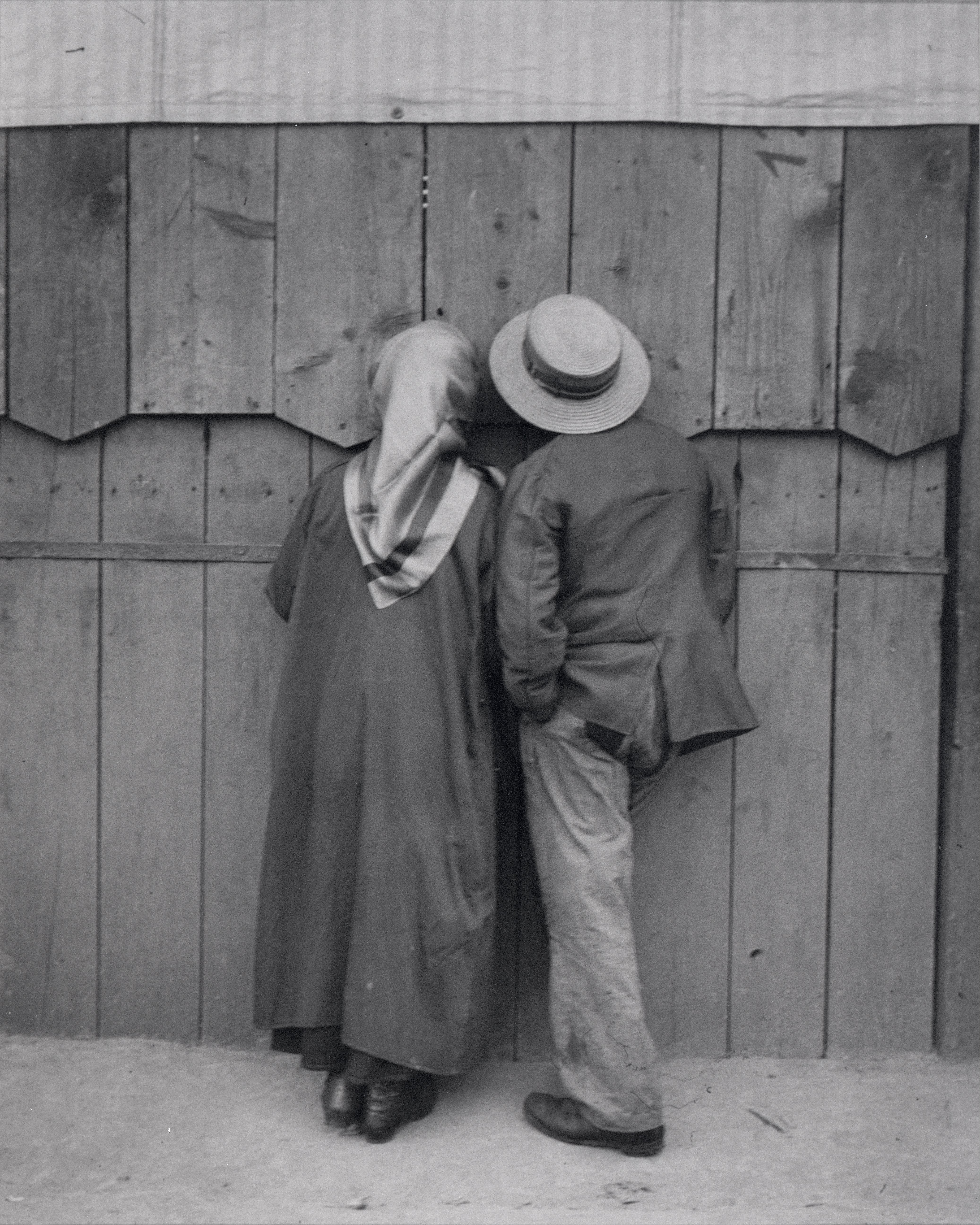
سیرک آندره کرتز، بوداپست، ۱۹ مه ۱۹۲۰

عکاسی خیابانی (به انگلیسی: Street Photography) به عنوان بدنه هنر عکاسی، صحنه‌هایی از زندگی روزمره مردم را سوژه اصلی خود قرار می‌دهد. خیابان‌ها، پارک‌ها، کارناوال‌ها، محل‌های خرید و مراکزی که مردم گرد هم می‌آیند، محل اصلی تهیه عکس‌های خیابانی است.
هر چند این عکاسی شاخه‌ای از عکاسی مستند به‌شمار می‌آید اما از بعضی لحاظ با هم متفاوت هستند از جمله اینکه هدف اصلی عکاسی خیابانی به تصویر کشیدن مردم است و نه پوشش یک اتفاق. در واقع این شاخه از عکاسی آیینه‌ای است در برابر مردم که گاهی نیز با شوخ‌طبعی یا لحنی طعنه‌آمیز پیام‌های سیاسی یا اجتماعی را منتقل می‌کند که در چنین شرایطی به عکاسی مستند نزدیک می‌شود.
سال‌های ۱۹۷۵ تا ۱۹۸۰ نقطه اوج و شکوفایی تاریخ عکاسی خیابانی است.
به عنوان ابتدایی‌ترین تعریف، عکاسی خیابانی یک عکاسی بی‌پرده از موقعیت‌های عمومی است. در اصطلاح عکاسی، بر عکس ظاهر کلمه، «خیابانی» به معابر محدود نمی‌شود. این کلمه و نوع برای هر مکان عمومی به کار می‌رود. عکاسانی مانند هلن لویت، گری وینوگرند،  تونی ری جونز، رکوبیر سینک، دائیدو موریاما و جوئل میروویتز روش‌های مختلفی در عکاسی خیابانی دارند، و در چند دهه اخیر این اصطلاح بیشتر مطرح و به کار برده می‌شود. رسانه‌های اخیر مانند Street Photography Now, HCSP, اینستاگرام و انجمن آنلاین خیابانی این قلمرو را به روشی قابل فهم گسترش داده‌اند و عکاسی خیابانی را به سطح جدیدی از محبوبیت رسانده‌است. نظرات و رویکردها متفاوت است، اما اساساً عکاسی خیابانی تصویری از زندگی واقعی است که با آگاهی از زیبایی‌شناسی بصری القا می‌شود.
بسیاری از عکاسان خیابانی به دنبال صحنه‌هایی می‌گردند که یک حس آنی یا واکنش بصری را به وجود بیاورد، مخصوصاً از طریق شوخی یا شیفتگی مبهم، عحیب و غریب یا اتفاقات فراطبیعی. یک سری عکسهای خیابانی ممکن است دنیای دیوانه کننده‌ای را نشان دهد. شاید این یک دنیای رؤیایی باشد. یا مبهم، یا تاریک، یا ظریف، یا مرموز. تناقضی که این صفات ممکن است در صحنه‌هایی که در روزمره‌ترین و واقعی‌ترین مکان، «خیابان» یافت شود، بی‌نهایت جذاب است.
عکاسی خیابانی رپورتاژ نیست. برای عکاس خیابانی هیچ وظیفه‌ای برای مستند کردن موضوعی خاص وجود ندارد. نگرانی اصلی زندگی به‌طور کلی و کاهش آن در فریم‌هایی است که به تنهایی و بصری اتفاق می‌افتد. این امر به انتخابی دقیق از عناصر بصری نیاز دارد تا از تا از ترکیب نهایی خارج یا به آن اضافه شود، و توجه فوق‌العاده را به لحظهٔ انتخاب شده برای نوردهی می‌طلبد. این دو عامل در ابتدا ممکن است برای همه نوع عکاسی، جهانی به نظر برسند، اما در عکاسی خیابانی بسیار حیاتی هستند، زیرا تنها با این ابزارها عکاس خیابانی معنا را بیان می‌کند. هیچ تنظیم یا نوردهی، زمان آماده‌سازی کم، و به صورت ایده‌آل هیچ پیش فرضی وجود ندارد. این فرایند مبتنی بر دیدن و واکنش نشان دادن، و همچنین با استفاده از تفکر، با یکدیگر عمل می‌کنند. برای بسیاری از عکاسان خیابانی این یک تجربه مبهم است و برخی گزارش می‌دهند که هنگام مشاهده دقیق رفتار دیگران، کنترل خود را از دست می‌دهند، که این درگیری عاطفی آنهاست.
هنگامی که به درستی تمرین شود، همان‌طور که کولین وستربک در بایستندر نوشته‌است، "یک نوع عکاسی است که چیزی مهم و طبیعت کلی اعتدال، دربارهٔ اینکه چه چیزی دربارهٔ محصول یک تصور خاص است، را می‌گوید. ترکیب این ادوات، یک دوربین و سوژه، خیابان، یک نوع عکس را ارائه می‌دهد، به روشی که پرتره‌های معمولی، مناظر تصویری و انواع دیگر ژانرها اینگونه نیستند، و فقط مختص به عکاسی است.

## نگارخانه

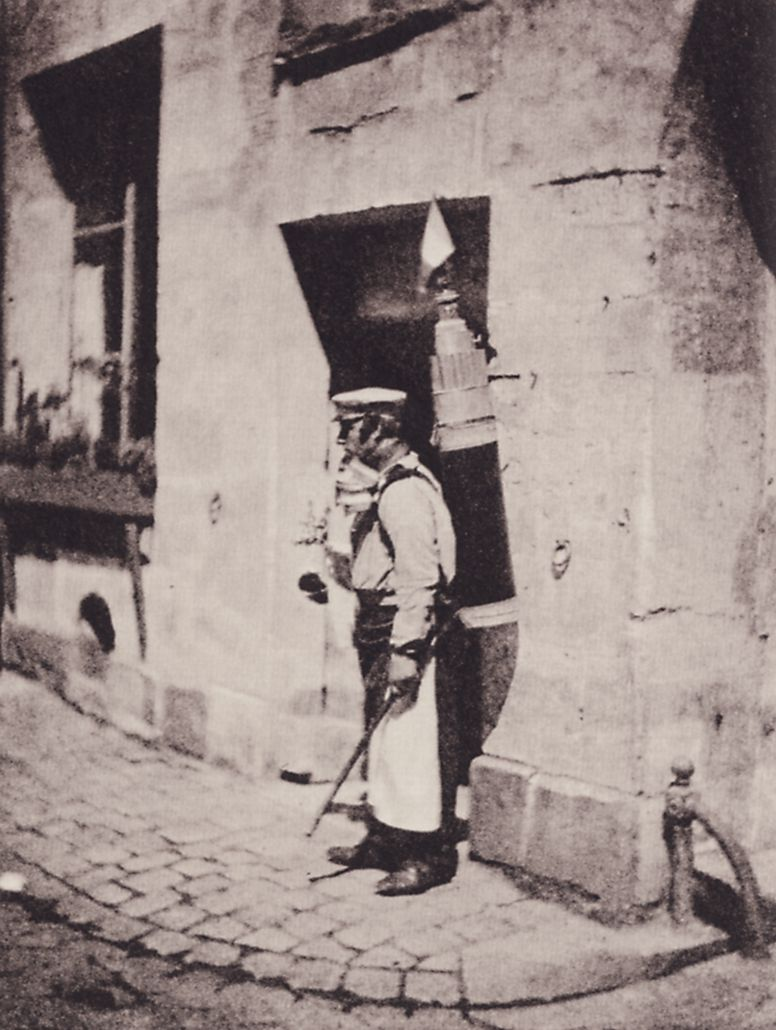
چارلز نگر، آب‌فروش
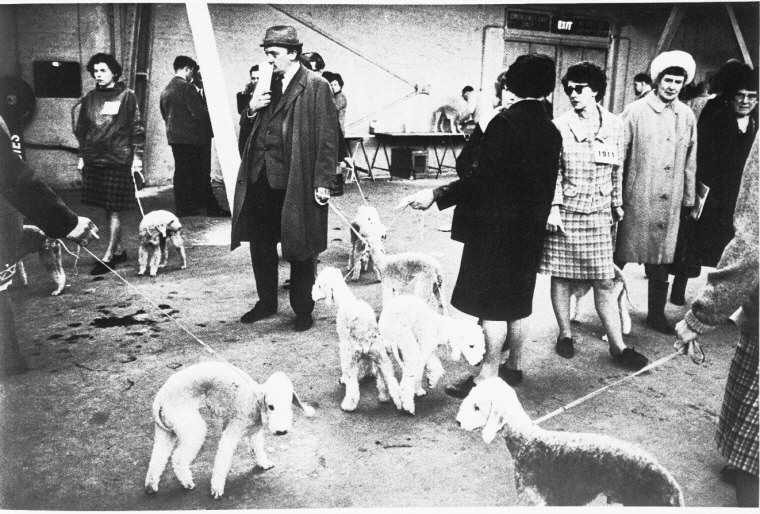
«نمایش سگ کرافتز ۱۹۶۸» اثر تونی ری جونز
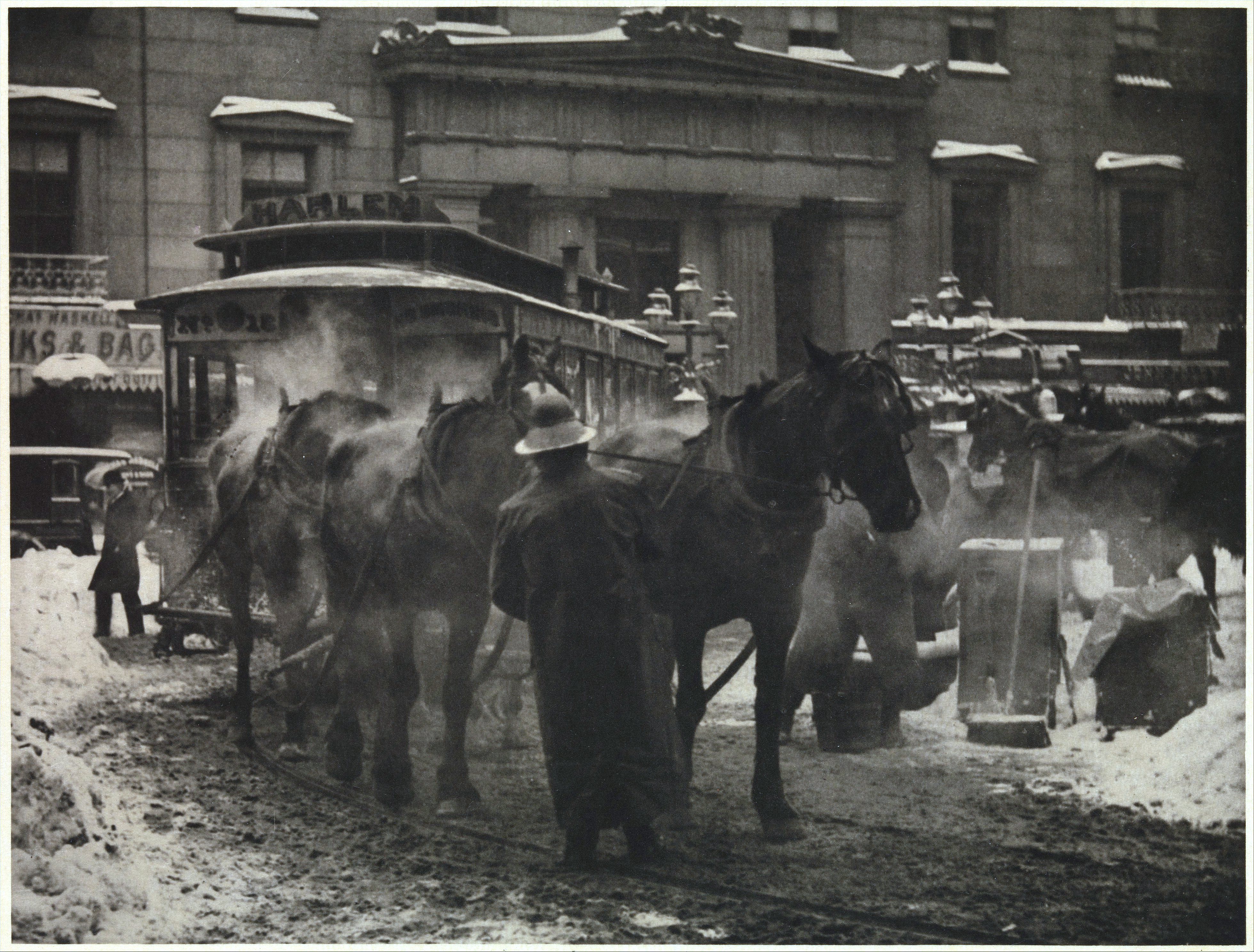
آلفرد استیگلیتز: «ترمینال» (۱۸۹۲)
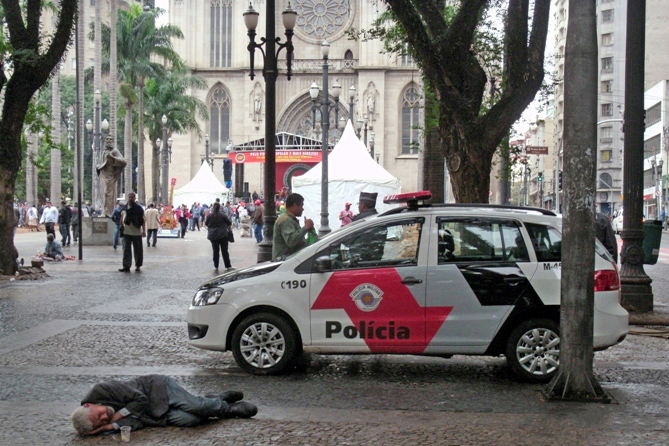
ویکتور پینچوک "به هر کدام خودش" (سائوپائولو، ۲۰۱۵)
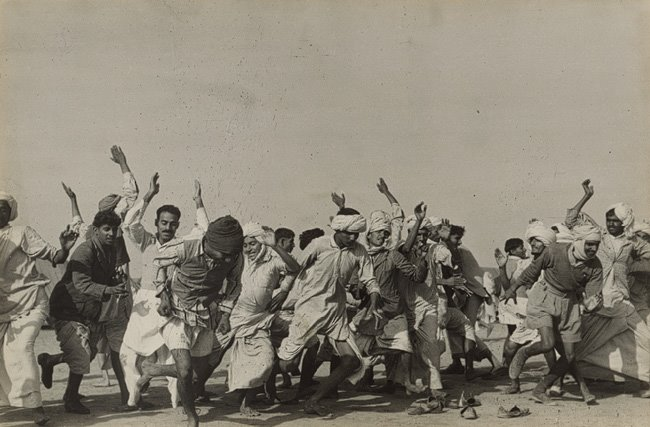
آنری کارتیه-برسون، کوروکشترا، ۱۹۴۷.
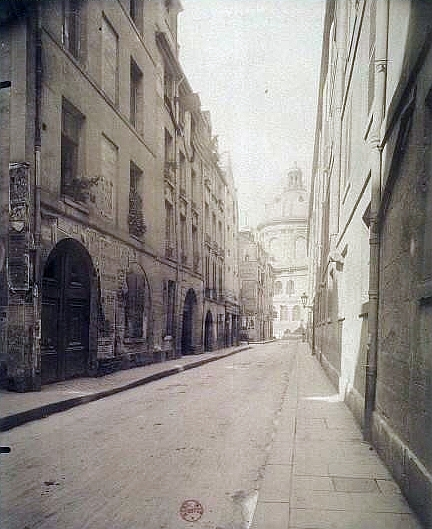
اوژن آتژه، خیابان مازارین، ۱۹۰۲
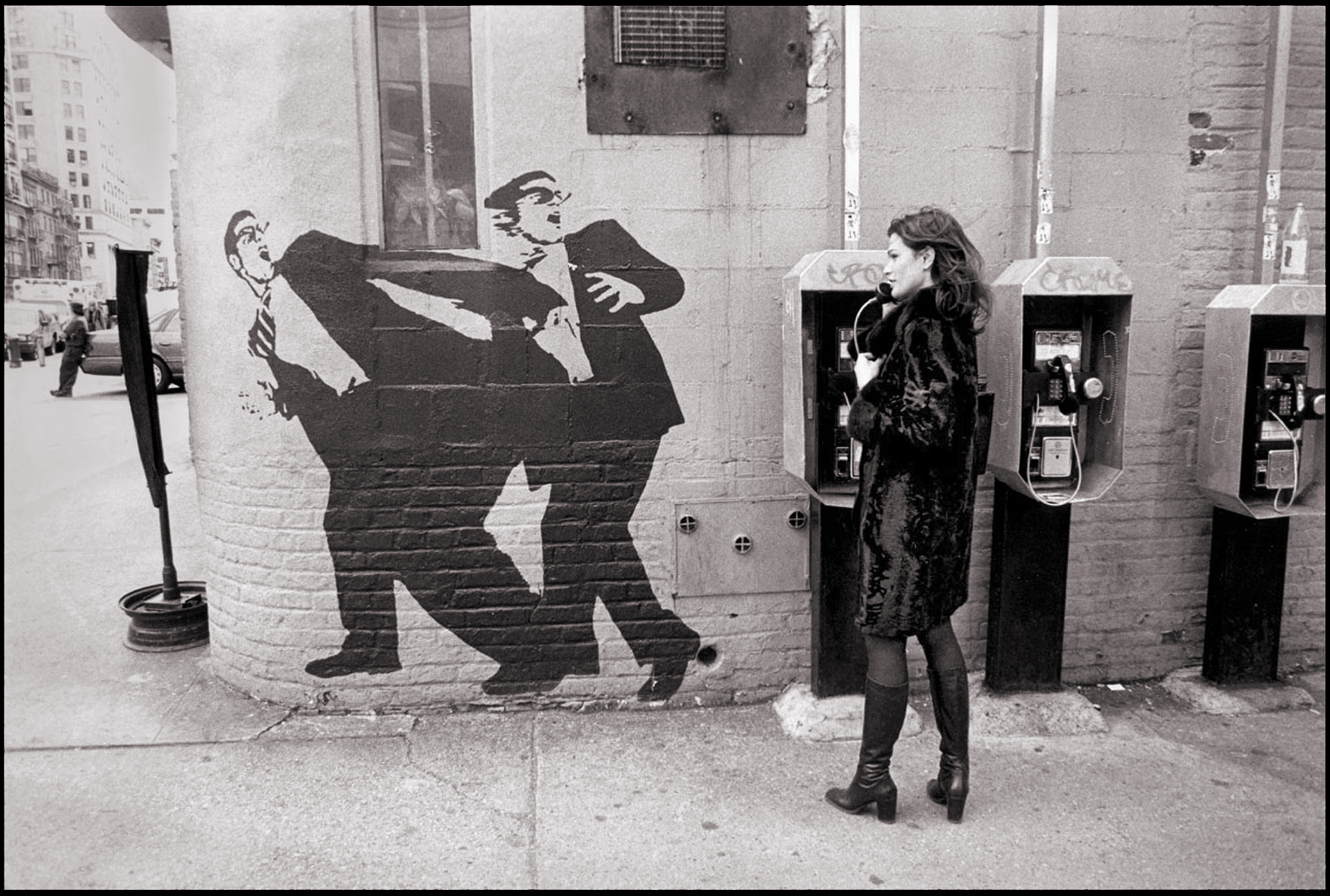
ادی وکسلر: دهکده شرقی، شهر نیویورک، ۱۹۹۸
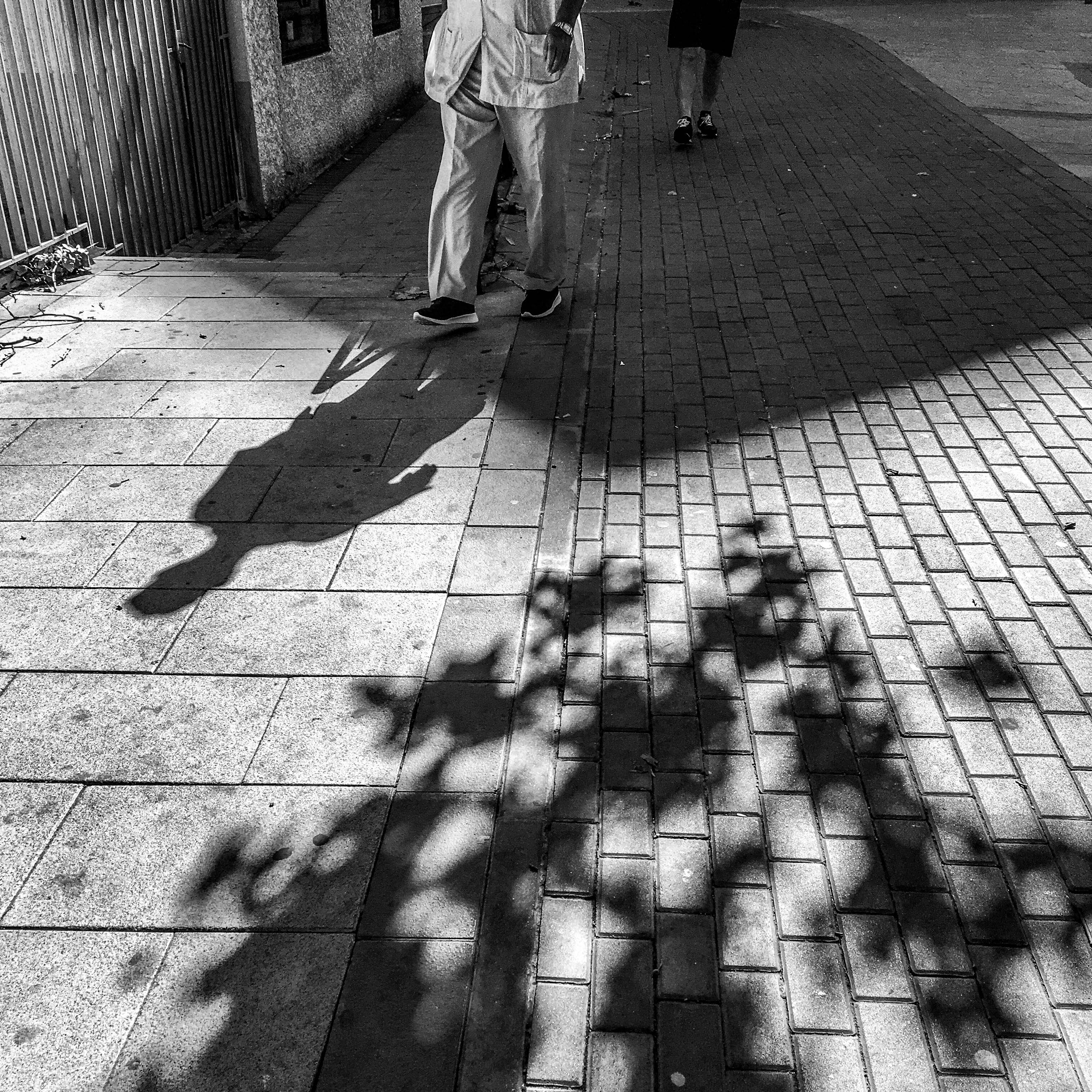
عکاسی خیابانی با دستگاه تلفن همراه.
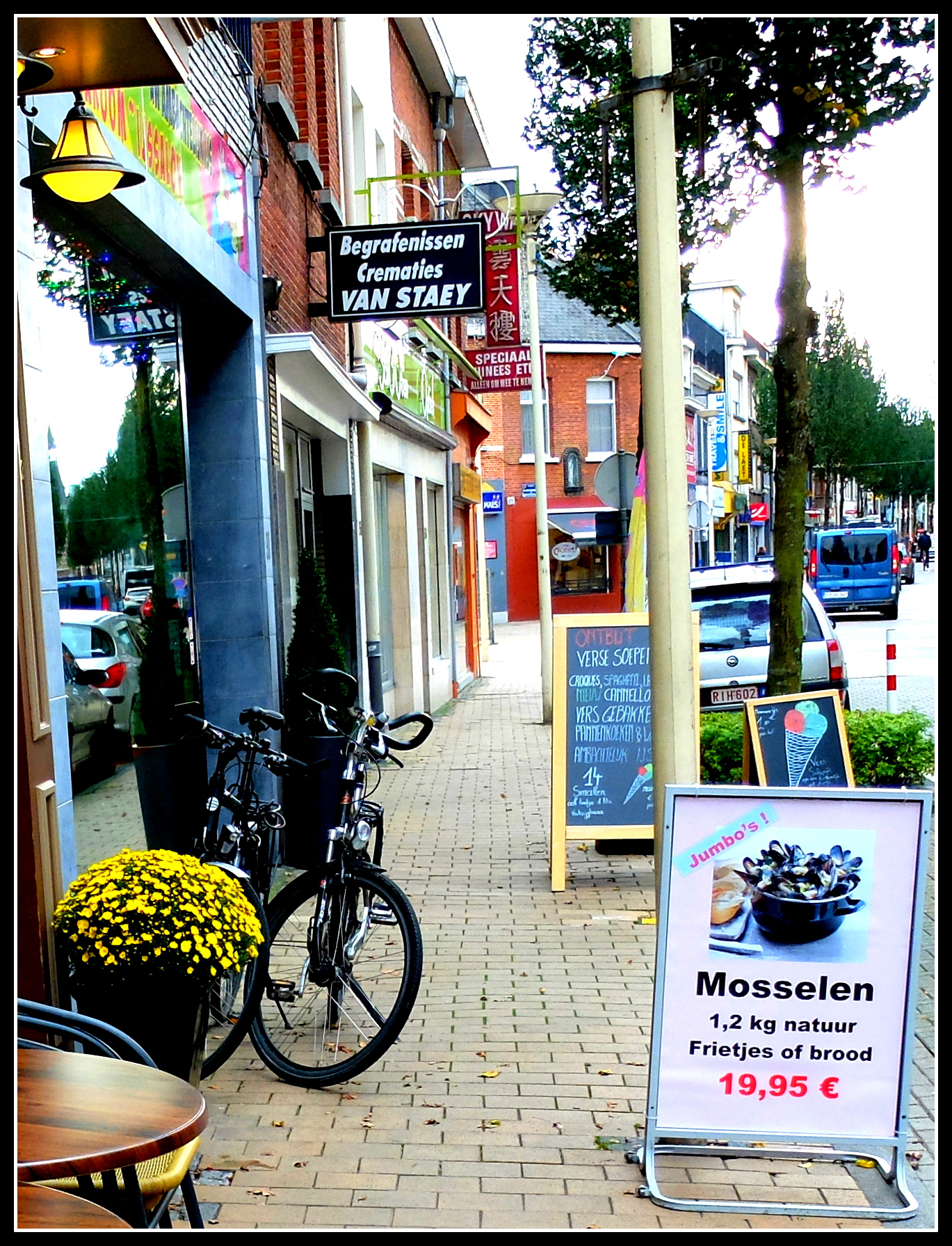
خرید شاد در شوتن، بلژیک، یک عکس خیابانی بدون مردم است.
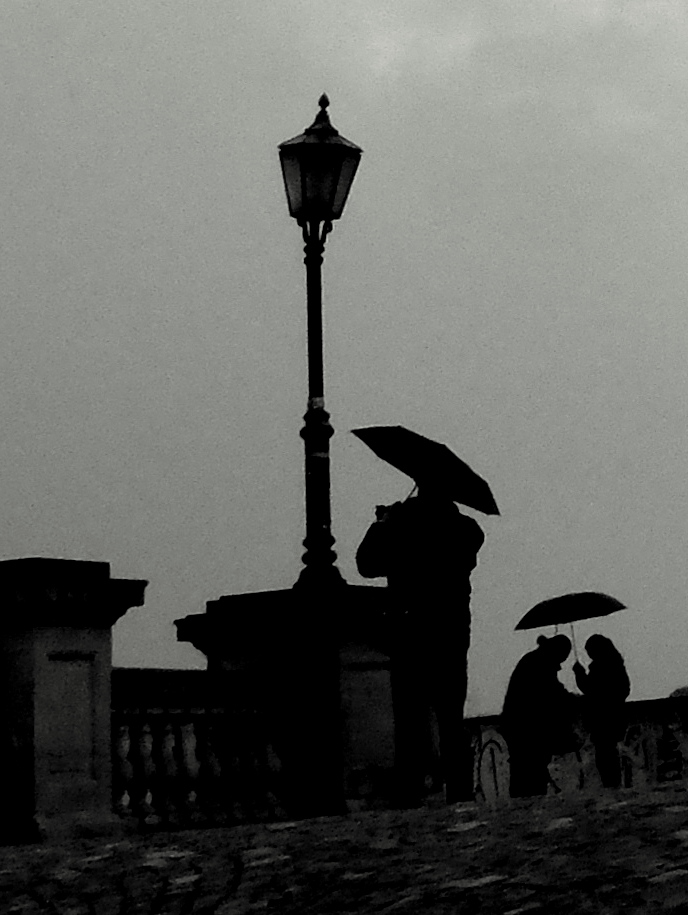
عکاس خیابانی همیشه می‌تواند از سایه‌نما‌ها عکاسی کند. بنابراین هیچ کس در تصویر قابل تشخیص نیست.
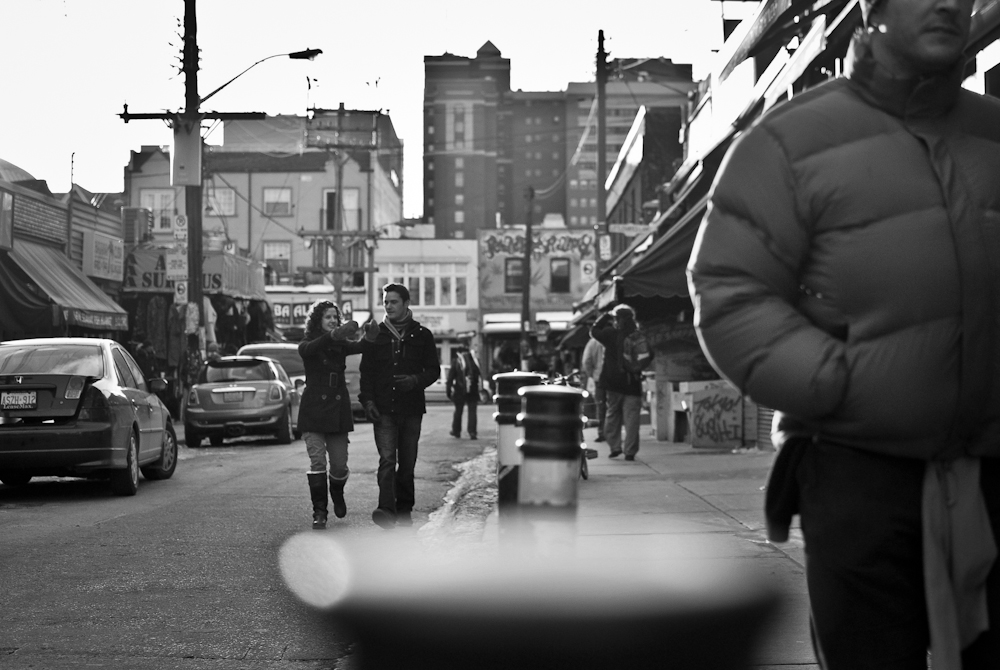
نمونه‌ای از عکاسی خیابانی - عکس واقعی یک زن و شوهر در حال قدم زدن در بازار کنزینگتون در تورنتو، انتاریو.
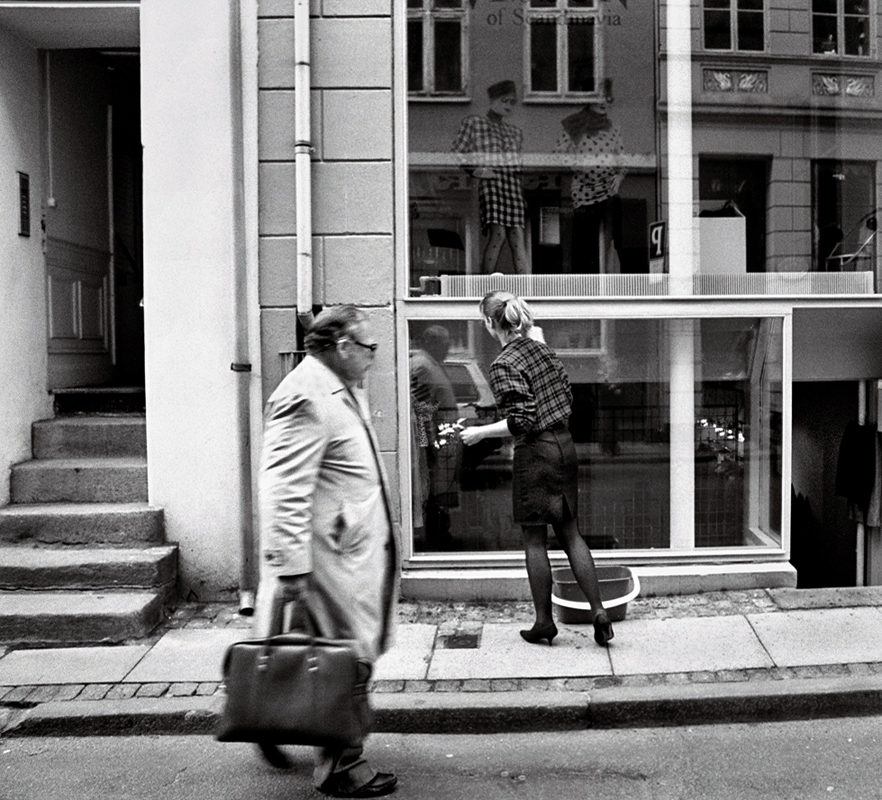
کپنهاگ ۱۹۸۷ نمونه‌ای از عکاسی خیابانی
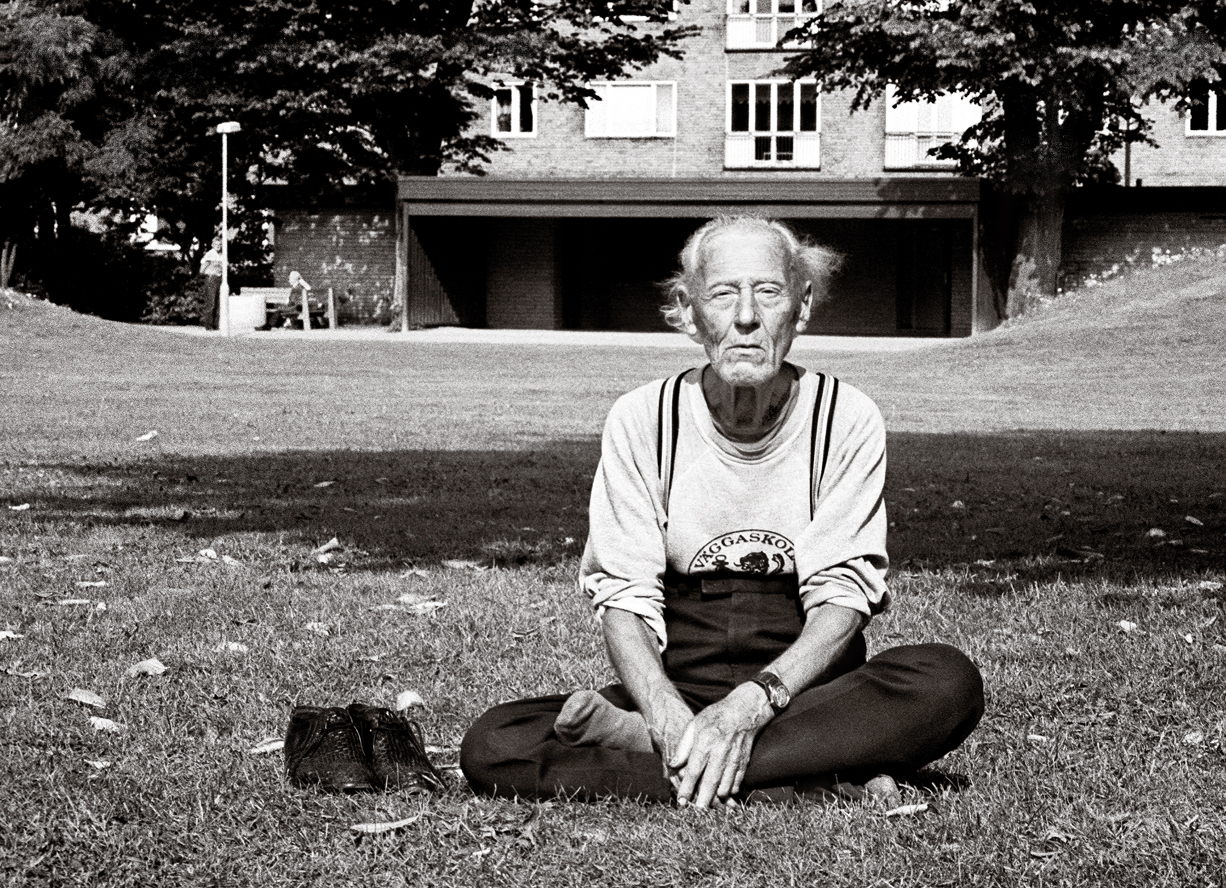
مردی مسن در پارک مشغول مراقبه است. سوئد، ۱۹۸۳.
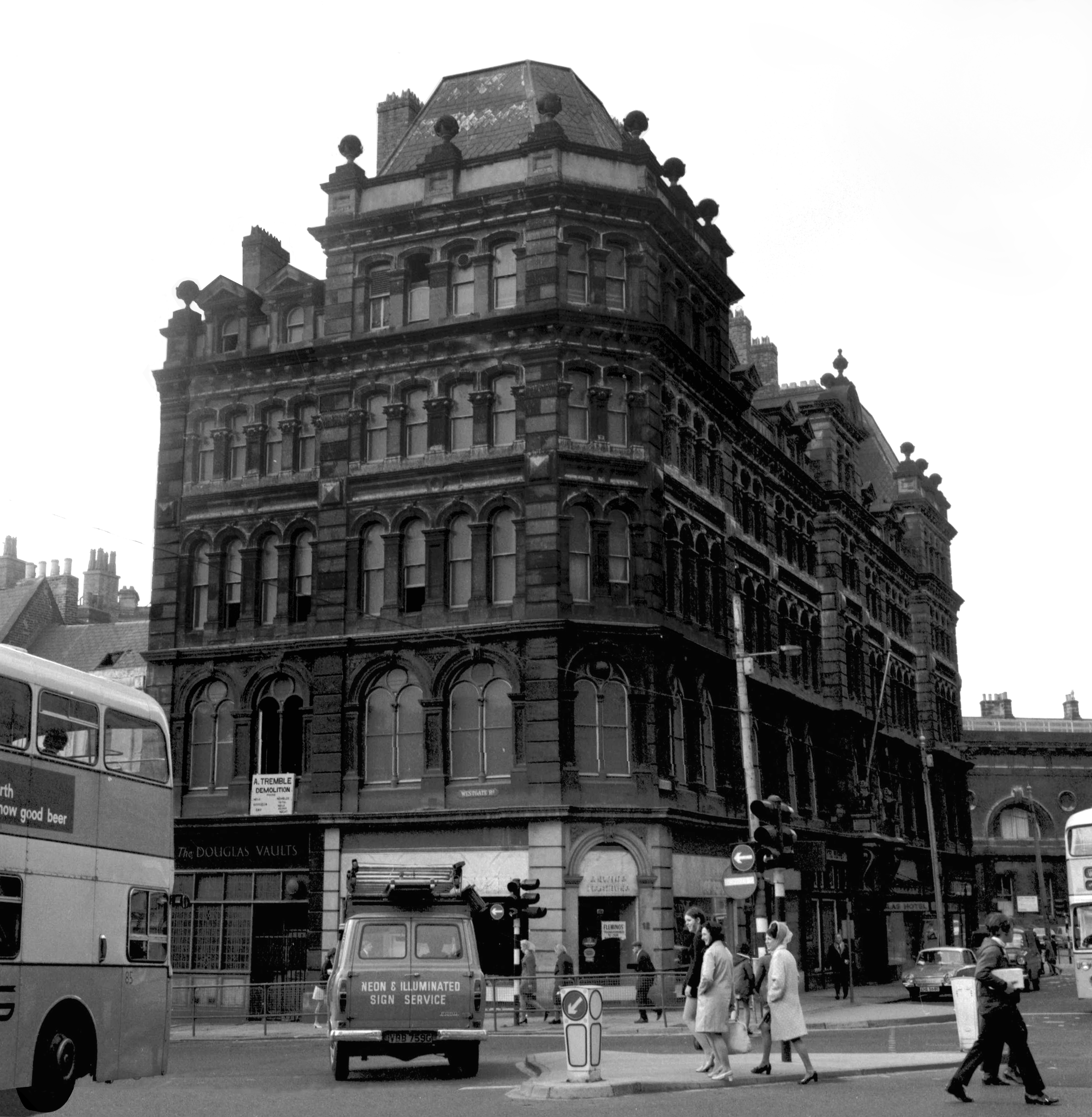
نیوکاسل، رابرت هوپ، دهه ۱۹۷۰
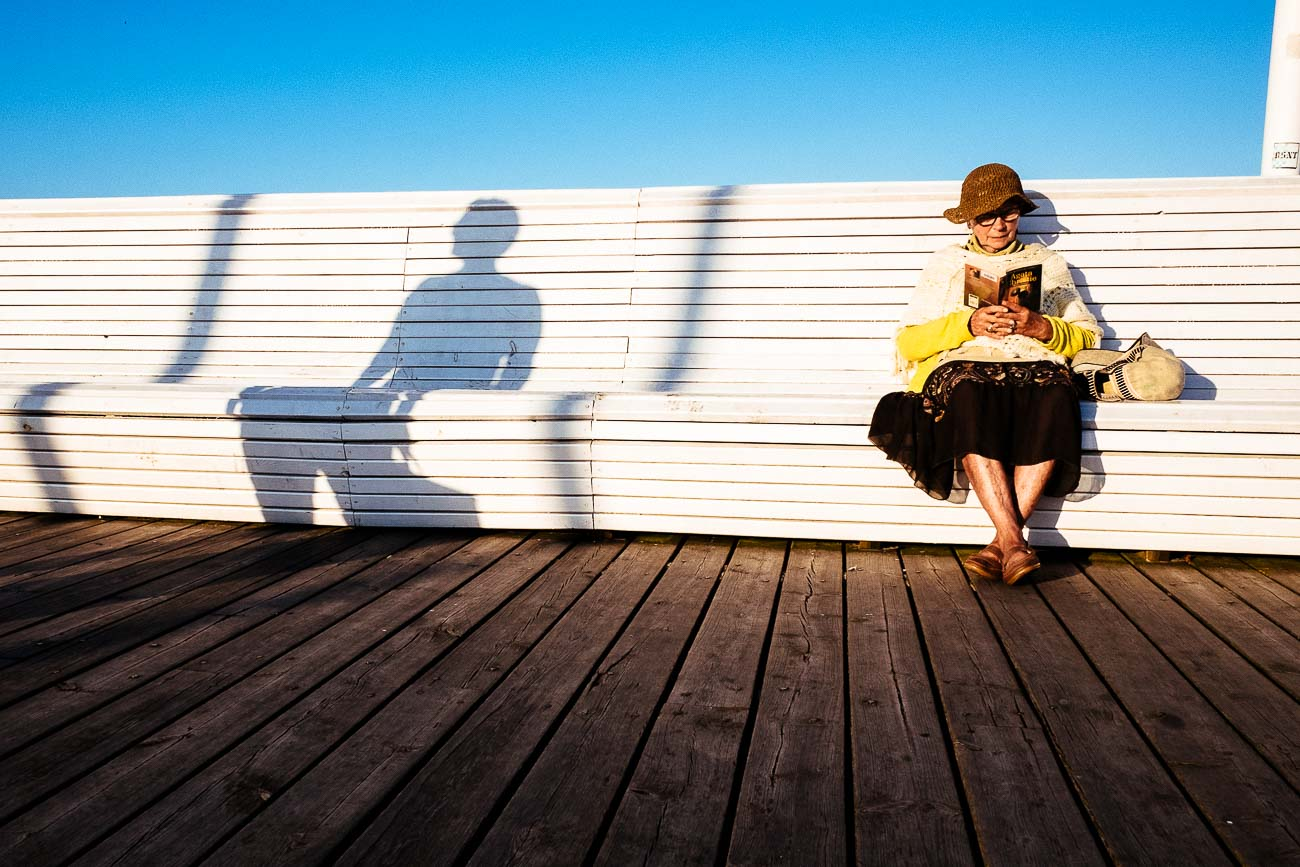
عکاسی خیابان خواننده مارتین یو والتز، ۲۰۱۶
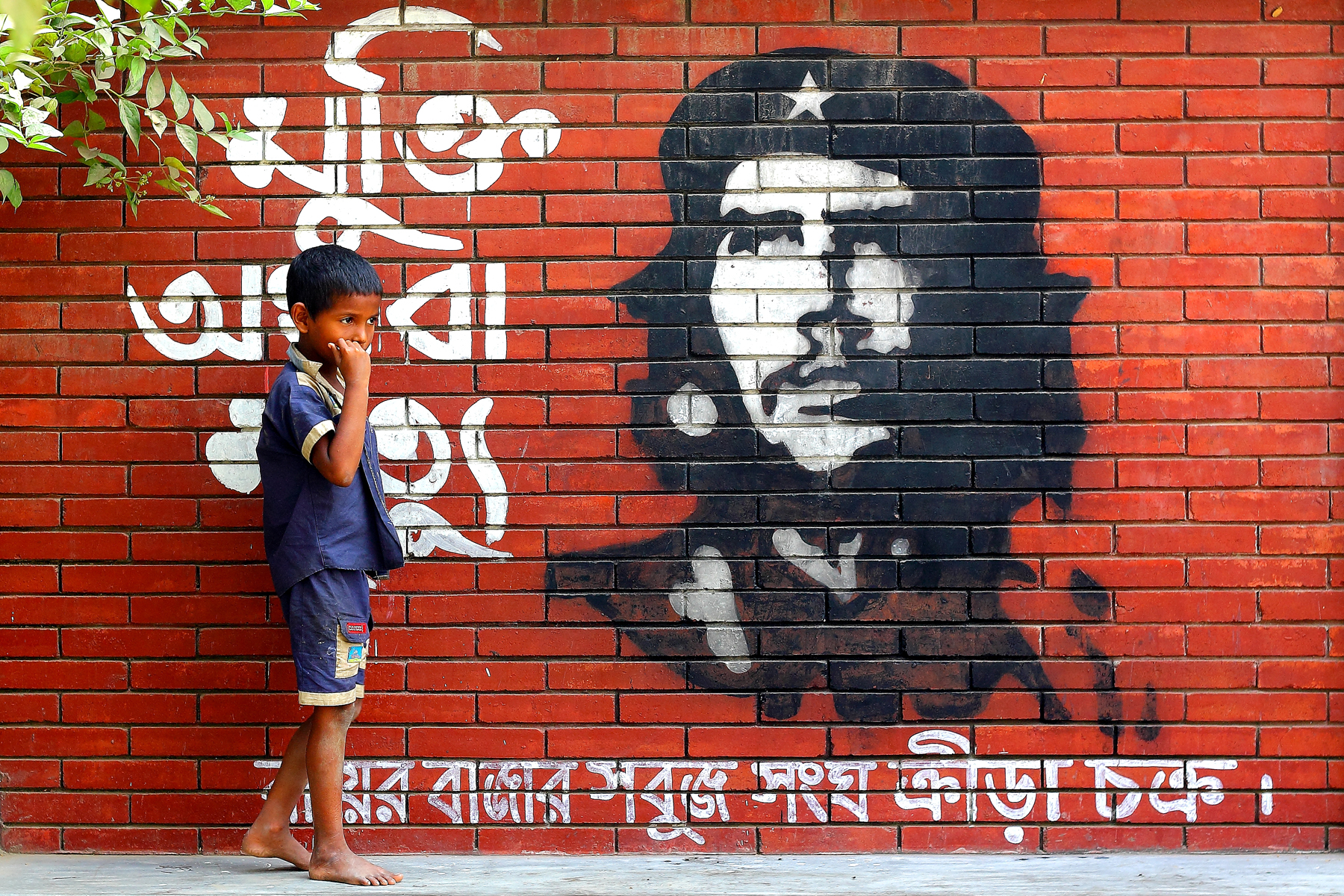
صحنه‌ای از داکا
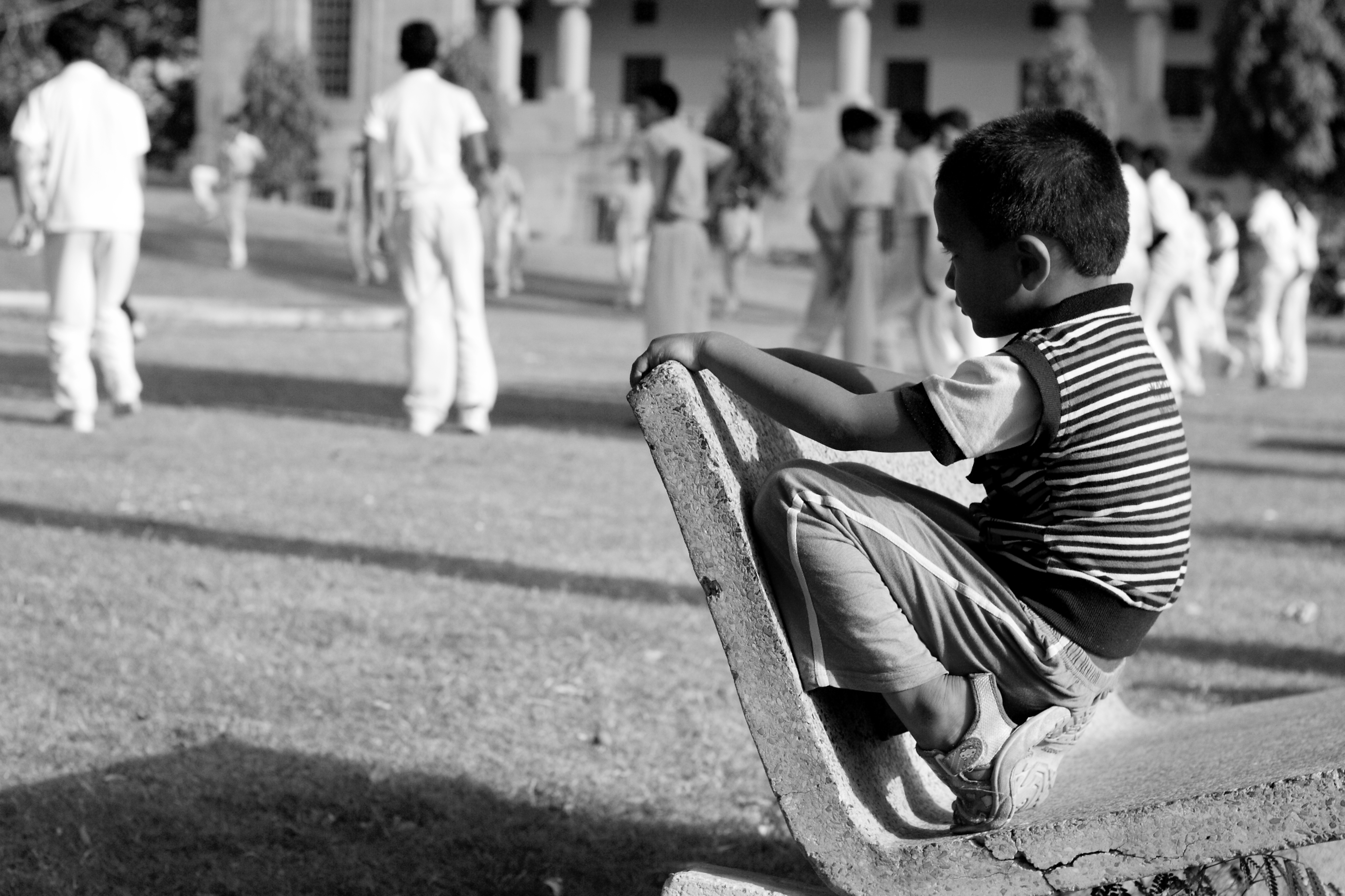
کودکی در حال بازی در خیابان
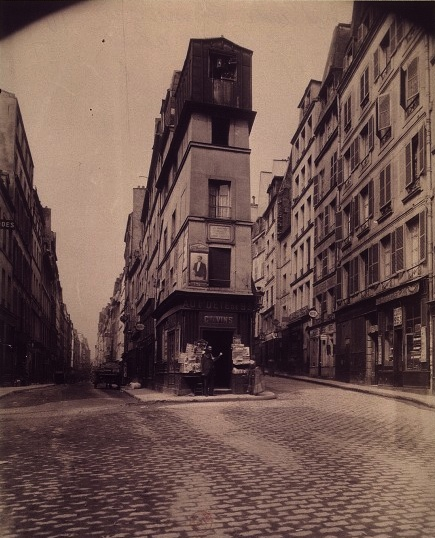
عکسی از اسن اتزه در منطقه دوم پاریس، ۱۹۰۷
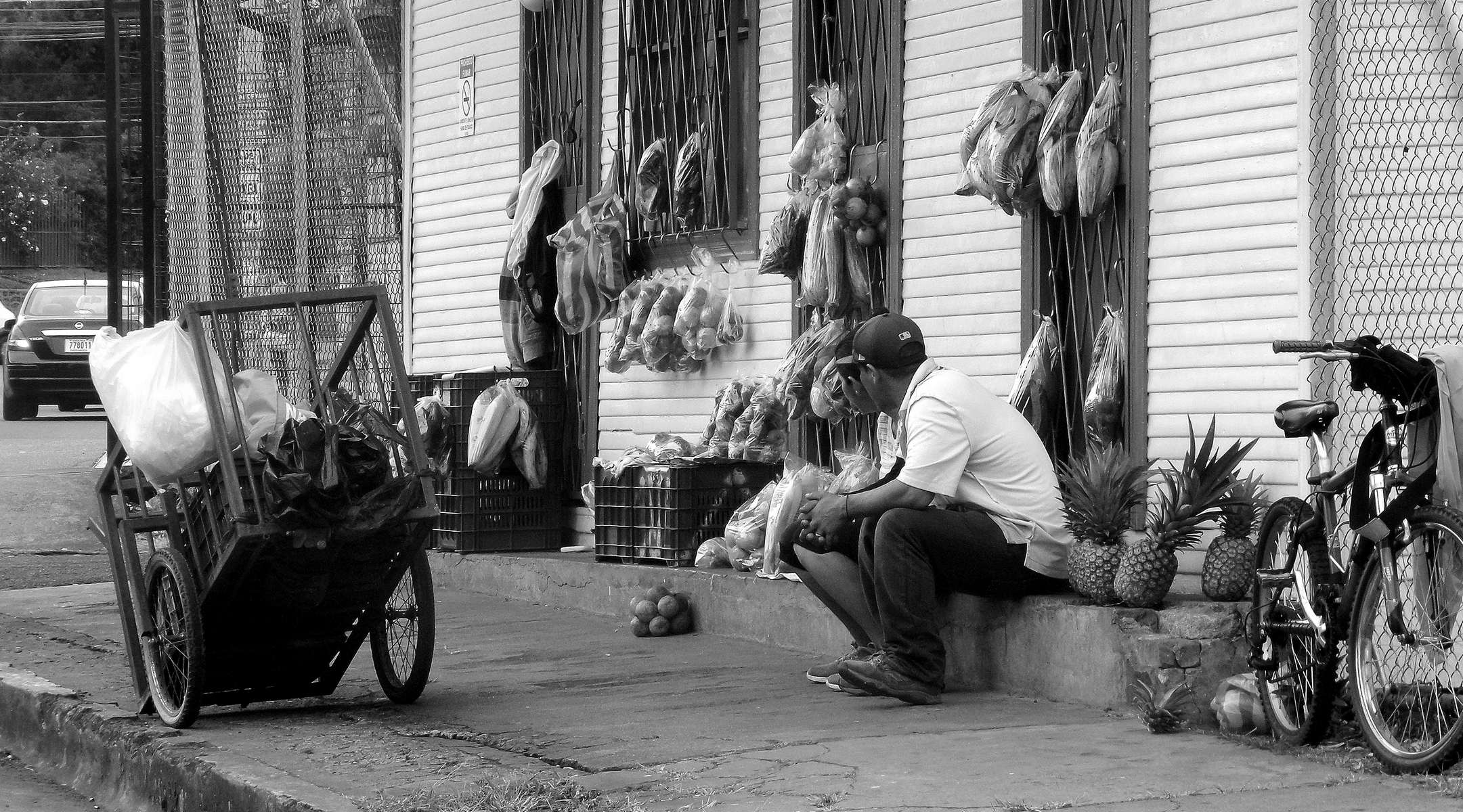
فروشندگان خیابانی در کاستاریکا
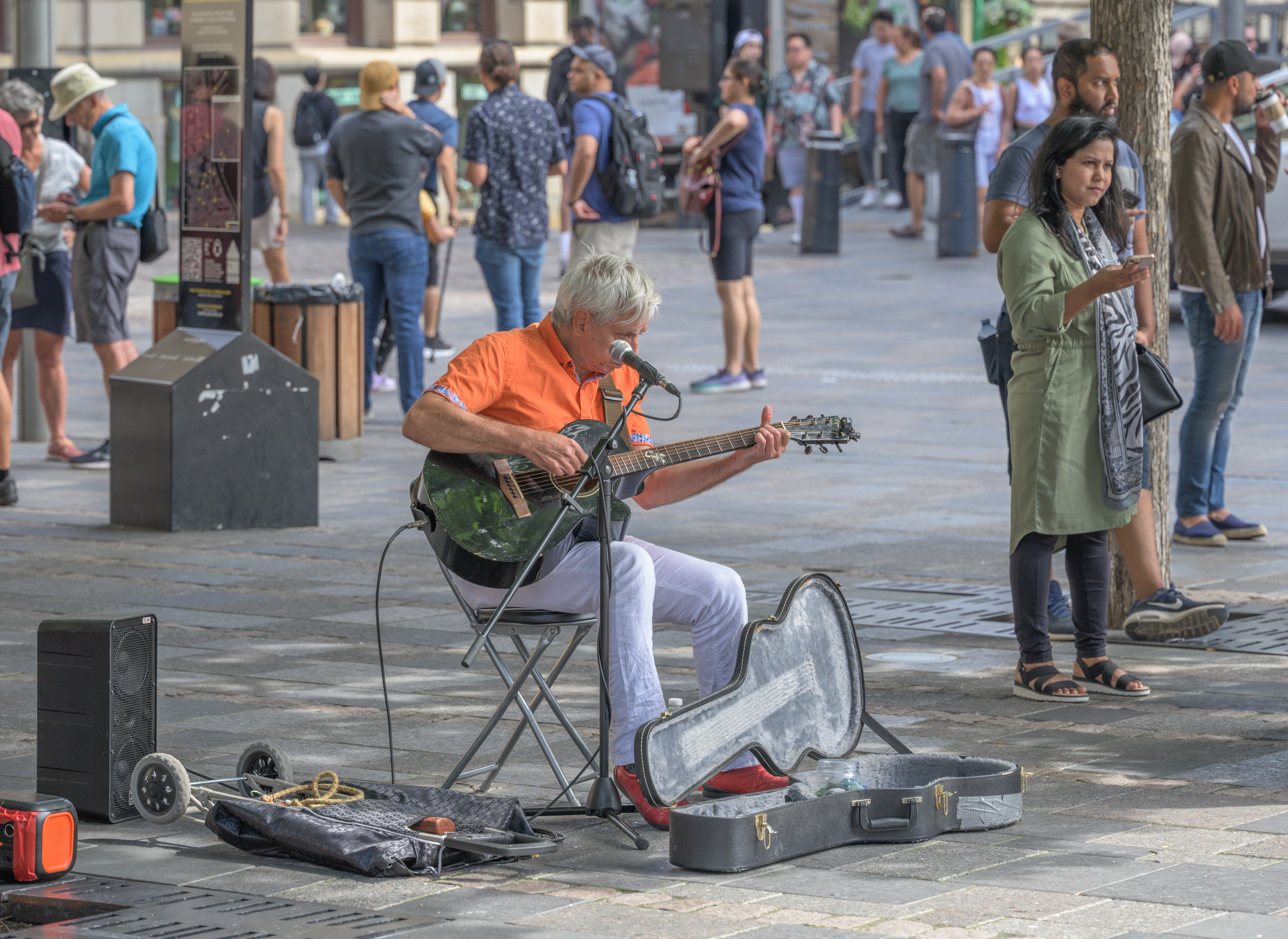
نوازندگان خیابانی در مونترال